# A1 (groupe)
Pour les articles homonymes, voir A1.
A1 est un groupe de pop britanno-norvégien, originaire de Londres et Oslo. Il est formé en 1998, qui est composé de Ben Adams, Mark Read, Christian Ingebrigtsen et Paul Marazzi (1998 à 2002).

## Biographie
Le groupe est formé en 1998. Un an plus tard ils sortent leur premier single Be the First to Believe, qui entre dans l'UK Singles Chart, et reçoit un Brit Awards. En 2002, le groupe chante avec Ève Angeli le titre Nos différences (Caught in the Middle). Paul Marazzi quitte le groupe en octobre 2002 pour des raisons personnelles et le reste du groupe décide d'arrêter pour tenter des carrières solo. 
En janvier 2004, la compilation Best of A1 est publié en Asie. 
En 2005, Addam sort un premier single solo, Sorry, classé 18e de l'UK Singles Chart. En 2009, il apparait comme candidat au Celebrity Big Brother (UK). Il attire l'intérêt lorsqu'il pose nu pour la couverture du magazine Attitude.
Durant l'été 2009, les trois autres membres annoncent officiellement la reformation du groupe. En 2010, il participe au Melodi Grand Prix et termine à la 2e place, pour se présenter au concours de l'Eurovision à Oslo.
En 2012, Ben participe à Skal vi danse?, la version norvégienne de Danse avec les stars. Il y termine deuxième.
Le 22 juillet 2017, Paul Marazzi fait la rencontre de ses anciens compagnons à Newcastle. Le 23 mai 2018, ils annoncent des concerts en Asie du Sud-Est avec Marazzi.

## Discographie
- 1999 : Here We Come
- 2000 : The A List
- 2002 : Make It Good
- 2010 : Waiting for Daylight
- 2012 : Rediscovered